# Siobhan Dowd
Siobhan Dowd (London, 1960. február 4. – Oxford, 2007. augusztus 21.) angol író.

## Élete
Siobhan Dowd 1960-ban született Londonban. Iskoláit katolikus intézményben végezte, majd először klasszikus tanulmányokat folytatott Oxfordban, később a társadalmi nemek kutatásával és etnikai kérdésekkel foglalkozott Greenwichben. Irodalmi karrierje 1984-ben kezdődött a Nemzetközi PEN Clubnál. Éveken át harcolt az írók jogaiért és a szólásszabadságért különböző országokban. Angliába visszatérve az Angol PEN Club olvasók és írók programjához csatlakozott – a projekt során írókat vittek olyan társadalmilag hátrányos helyzetű területekre, mint például a fiatalkorúak büntetés-végrehajtási intézetei. Évekig dolgozott szerkesztőként, első regénye viszont csak 2004-ben jelent meg, ami azonnal meghozta számára az írói elismerést. Halála előtt létrehozta a Siobhan Dowd Alapítványt, amely hátrányos helyzetű gyerekekhez segít közelebb vinni az olvasást. 2007-ben hunyt el rákban.

## Művei

### Angol nyelven
- Écrivains en prison. Genf: Labor et Fides (1997). ISBN 2-8309-0875-9
- The roads of the Roma : a PEN anthology of Gypsy writers. Hatfield: University of Hertfordshire Press (1998). ISBN 0-900458-90-9
- A Swift Pure Cry. David Fickling Books (2006). ISBN 9780385609708
- The London Eye Mystery. David Fickling Books (2007). ISBN 9780375849763
- Bog Child. David Fickling Books (2008). ISBN 9780385751698
- Solace of the Road. Random House Children's Books (2009). ISBN 9780375893650

### Magyarul
- A londoni óriáskerék rejtélye ford.: Szabados Tamás:. Budapest: Pongrác PTM (2010). ISBN 978-963-89013-2-3
- Éles és gyors sikoly ford.: Rindó Klára, Szabados Tamás:. Budapest: Pongrác PTM (2010). ISBN 978-963-89013-4-7
- Patrick Ness: Szólít a szörny; Siobhan Dowd nyomán, ford. Szabó T. Anna; Vivandra Könyvek, Budaörs, 2012
- A láp gyermeke ford.: Zubovics Katalin:. Budapest: Pongrác Kiadó (2015). ISBN 978-615-5131-56-1